# Wiaczesław Bucajew
Wiaczesław Giennadjewicz Bucajew, ros. Вячеслав Геннадьевич Буцаев (ur. 13 czerwca 1970 w Togliatti) – rosyjski hokeista. Reprezentant ZSRR, WNP i Rosji. Olimpijczyk.
Jego brat Jurij (ur. 1978) także został hokeistą. Bracia występowali razem w zespołach Łokomotiwu i MWD MWD Bałaszycha. Hokeistą został także jego syn, Daniel (ur. 2001).

## Kariera
- Torpedo Togliatti (1986–1989)
- CSKA Moskwa (1990–1992)
- Philadelphia Flyers (1992–1994)
  -  Hershey Bears (1992)
- San Jose Sharks (1994)
- Łada Togliatti (1994)
- Kansas City Blades (1994–1995)
- Anaheim Ducks (1995)
- Baltimore Bandits (1995–1996)
- Färjestad (1996–1997)
  -  Södertälje (1996–1997)
- Fort Wayne Komets (1997–1999)
- Ottawa Senators (1998, 1999)
- Florida Panthers (1998)
- Tampa Bay Lightning (1999)
- Grand Rapids Griffins (1999–2001)
- Łokomotiw Jarosław (2001–2004)
- Siewierstal Czerepowiec (2004–2005)
- CSKA Moskwa (2005)
- HK MWD Bałaszycha (2005–2006)
- HK Dmitrow (2006–2007)

Wychowanek Torpedo Togliatti. W drafcie NHL z 1990 został wybrany przez Philadelphia Flyers. W Ameryce Północnej grał w ligach NHL (łącznie w sześciu klubach), AHL i IHL.
Uczestniczył w turniejach mistrzostw świata w 1991 (ZSRR), 1992, 1992, 1993, 1997, 2002, 2004 (Rosja) oraz zimowych igrzyskach olimpijskich 1992 (WNP).

## Kariera trenerska
- Krylja Sowietow Moskwa (2006-2008)
- CSKA Moskwa (od 2008) – trener w klubie, asystent
- Krasnaja Armija Moskwa (2010-2011) – główny trener
- CSKA Moskwa (2012-2013) – główny trener
- HK Soczi (2014-2017) – główny trener i menedżer generalny
- Nieftiechimik Niżniekamsk (2018-2021) – główny trener
- Witiaź Podolsk (2022-2023) – główny trener
- Barys Astana (2024) – główny trener

Od 2008 pracował jako trener w CSKA Moskwa. Początkowo prowadził zespół juniorski Krasnaja Armija Moskwa w rozgrywkach Młodzieżowej Hokejowej Ligi. W trakcie sezonu KHL (2012/2013) został mianowany I trenerem i był nim do końca sezonu. Poza tym pracuje jako asystent głównych szkoleniowców drużyny seniorów w lidze KHL (pełni stanowisko starszego trenera). Od 2014 trener HK Soczi. Później objął także w klubie funkcję menedżera generalnego. Pracował tam do 2017. W grudniu 2018 został trenerem Nieftiechimika Niżniekamsk. W marcu 2021 poinformowano o przedłużeniu z nim kontaktu, a w kwietniu 2021 o odejściu ze stanowiska. W maju 2022 został ogłoszony trenerem Witiazia Podolsk. Odszedł z posady w kwietniu 2023.

## Sukcesy
Reprezentacyjne
- Srebrny medal mistrzostw świata juniorów do lat 20: 1992 z ZSRR
- Brązowy medal mistrzostw świata: 1991 z ZSRR
- Złoty medal mistrzostw świata: 1993 z Rosją
- Srebrny medal mistrzostw świata: 2002 z Rosją

Klubowe
- Srebrny medal mistrzostw ZSRR: 1990, 1992 z CSKA Moskwa
- Puchar Spenglera: 1991 z CSKA Moskwa
- Złoty medal mistrzostw Szwecji: 1997 z Färjestad
- Mistrzostwo dywizji IHL: 2000, 2001 z Grand Rapids Griffins
- Mistrzostwo konferencji IHL: 2000 z Grand Rapids Griffins
- Mistrzostwo w sezonie regularnym IHL: 2001 z Grand Rapids Griffins
- Złoty medal mistrzostw Rosji: 2002, 2003 z Łokomotiwem Jarosław
- Drugie miejsce w Pucharze Kontynentalnym: 2003 z Łokomotiwem Jarosław

Indywidualne
- Liga radziecka 1990/1991:
  - Nagroda Najlepsza Trójka dla tercetu najskuteczniejszych strzelców ligi (oraz Pawieł Bure i Walerij Kamienski) – łącznie 69 goli
- IHL 1997/1998:
  - Drugi skład gwiazd
- Superliga rosyjska w hokeju na lodzie (2002/2003):
  - Pierwsze miejsce w klasyfikacji asystentów w fazie play-off: 6 asyst
  - Pierwsze miejsce w klasyfikacji kanadyjskiej w fazie play-off: 9 punktów

Szkoleniowe
- Puchar Charłamowa – mistrzostwo MHL: 2011 z Krasnaja Armija Moskwa

Wyróżnienia
- Zasłużony Mistrz Sportu ZSRR w hokeju na lodzie: 1992
- Najlepszy trener sezonu 2009/2010 rozgrywek MHL
- Rosyjska Galeria Hokejowej Sławy: 2014